# العلاقات الصومالية الإسواتينية
العلاقات الصومالية الإسواتينية هي العلاقات الثنائية التي تجمع بين الصومال وإسواتيني.

## مقارنة بين البلدين
هذه مقارنة عامة ومرجعية للدولتين:
| وجه المقارنة                                              | الصومال                        | إسواتيني                                   |
| --------------------------------------------------------- | ------------------------------ | ------------------------------------------ |
| المساحة (كم2)                                             | 637.66 ألف                     | 17.36 ألف                                  |
| عدد السكان (نسمة)                                         | 14.74 مليون                    | 1.37 مليون                                 |
| الكثافة السكانية (ن./كم²)                                 | 23.12                          | 78.92                                      |
| العاصمة                                                   | مقديشو                         | لوبامبا، مبابان                            |
| اللغة الرسمية                                             | اللغة الصومالية، اللغة العربية | لغة إنجليزية، لغة سوازي                    |
| العملة                                                    | شلن صومالي                     | ليلانغيني سوازيلندي                        |
| الناتج المحلي الإجمالي (بليون دولار)                      | 7.37 مليار                     | 4.41 مليار                                 |
| الناتج المحلي الإجمالي (تعادل القوة الشرائية) بليون دولار |                                | 11.13 مليار                                |
| الناتج المحلي الإجمالي الاسمي للفرد دولار أمريكي          | 549                            | 3.20 ألف                                   |
| الناتج المحلي الإجمالي للفرد دولار أمريكي                 |                                | 8.29 ألف                                   |
| مؤشر التنمية البشرية                                      |                                | 0.531                                      |
| رمز المكالمات الدولي                                      | +252                           | +268                                       |
| رمز الإنترنت                                              | .so                            | .sz                                        |
| المنطقة الزمنية                                           | ت ع م+03:00                    | التوقيت القياسي لجنوب أفريقيا، ت ع م+02:00 |

## منظمات دولية مشتركة
يشترك البلدان في عضوية مجموعة من المنظمات الدولية، منها:
| علم المنظمة | اسم المنظمة                                 | تاريخ انضمام الصومال | تاريخ انضمام إسواتيني |
| ----------- | ------------------------------------------- | -------------------- | --------------------- |
|             | مؤسسة التنمية الدولية                       | 31 أغسطس 1962        | 22 سبتمبر 1969        |
|             | يونسكو                                      | 15 نوفمبر 1960       | 25 يناير 1978         |
|             | الأمم المتحدة                               | 20 سبتمبر 1960       | 24 سبتمبر 1968        |
|             | مجموعة دول أفريقيا والكاريبي والمحيط الهادئ | ?                    | ?                     |
|             | الاتحاد البريدي العالمي                     | ?                    | ?                     |
|             | البنك الدولي للإنشاء والتعمير               | 31 أغسطس 1962        | 22 سبتمبر 1969        |
|             | الاتحاد الدولي للاتصالات                    | 28 سبتمبر 1962       | 11 نوفمبر 1970        |
|             | منظمة حظر الأسلحة الكيميائية                | ?                    | ?                     |
|             | مؤسسة التمويل الدولية                       | 31 أغسطس 1962        | 22 سبتمبر 1969        |
|             | المركز الدولي لتسوية المنازعات الاستشارية   | 30 مارس 1968         | 14 يوليو 1971         |
|             | منظمة الشرطة الجنائية الدولية               | ?                    | ?                     |
|             | الاتحاد الأفريقي                            | ?                    | ?                     |
|             | البنك الإفريقي للتنمية                      | ?                    | ?                     |

## وصلات خارجية
- موقع وزارة الخارجية الصومالية